# Judo-Bundesliga 2017
Die Judo-Bundesliga 2017 war die 61. Saison in der Geschichte der Judo-Bundesliga und begann am 29. April 2017.
Nachdem das Hamburger Judo-Team in der Saison 2016 erstmals den Titel gewinnen konnte, gelang im darauffolgenden Jahr die erfolgreiche Titelverteidigung. Im Finale setzte sich die Mannschaft mit 10:4 gegen den KSV Esslingen durch. Die Bronzemedaillen gewannen die Mannschaften vom TSV Abensberg und JC Leipzig.
Zum ersten Mal war in dieser Saison der KSC Asahi Spremberg in der 1. Judo-Bundesliga vertreten.
Durch die im Jahr 2018 in Kraft tretende Ligaumstrukturierung gab es 2017 keine Absteiger.

## Vorrunde

### Staffel Nord
| Pl | Verein              | K | KP    | Diff | Pkt  |
| -- | ------------------- | - | ----- | ---- | ---- |
| 1. | UJKC Potsdam        | 5 | 43:27 | +16  | 9:1  |
| 2. | Hamburger Judo-Team | 5 | 49:21 | +38  | 8:2  |
| 3. | SUA Witten          | 5 | 34:36 | −2   | 6:4  |
| 4. | KSC Asahi Spremberg | 5 | 32:38 | −6   | 4:6  |
| 5. | Judo in Holle       | 3 | 31:39 | −8   | 3:7  |
| 6. | JC 66 Bottrop       | 5 | 21:49 | −28  | 0:10 |

### Staffel Süd
| Pl | Verein             | K | KP    | Diff | Pkt  |
| -- | ------------------ | - | ----- | ---- | ---- |
| 1. | TSV Abensberg      | 5 | 46:24 | +20  | 9:1  |
| 2. | KSV Esslingen      | 5 | 36:34 | +2   | 6:4  |
| 3. | Judoclub Ettlingen | 5 | 35:35 | +0   | 6:4  |
| 4. | JC Leipzig         | 5 | 34:36 | −2   | 5:5  |
| 5. | TSV Großhadern     | 5 | 37:33 | +4   | 4:6  |
| 6. | JC Rüsselsheim     | 5 | 22:48 | −26  | 0:10 |

## Viertelfinale
| Datum              | Ort       | Heim                | Gast                | Ergebnis      |
| ------------------ | --------- | ------------------- | ------------------- | ------------- |
| 30. September 2017 | Ettlingen | JC Ettlingen        | Hamburger JT        | 5:9 (32:87)   |
| 7. Oktober 2017    | Hamburg   | Hamburger JT        | JC Ettlingen        | 11:3 (107:30) |
| 30. September 2017 | Potsdam   | UJKC Potsdam        | JC Leipzig          | 6:8 (42:62)   |
| 7. Oktober 2017    | Leipzig   | JC Leipzig          | UJKC Potsdam        | 8:6 (71:51)   |
| 30. September 2017 | Witten    | SUA Witten          | KSV Esslingen       | 3:11 (37:86)  |
| 7. Oktober 2017    | Esslingen | KSV Esslingen       | SUA Witten          | 9:5 (81:32)   |
| 30. September 2017 | Spremberg | KSC Asahi Spremberg | TSV Abensberg       | 3:11 (24:101) |
| 7. Oktober 2017    | Abensberg | TSV Abensberg       | KSC Asahi Spremberg | 9:5 (75:38)   |

## Halbfinale
| Datum            | Ort     | Heim         | Gast          | Ergebnis    |
| ---------------- | ------- | ------------ | ------------- | ----------- |
| 4. November 2017 | Leipzig | JC Leipzig   | KSV Esslingen | 7:7 (58:64) |
| 4. November 2017 | Leipzig | Hamburger JT | TSV Abensberg | 9:5 (84:44) |

## Finale
| Datum            | Ort     | Heim         | Gast          | Ergebnis     |
| ---------------- | ------- | ------------ | ------------- | ------------ |
| 4. November 2017 | Leipzig | Hamburger JT | KSV Esslingen | 10:4 (94:34) |

## Kämpfer mit den meisten Siegen
| Kämpfer                 | Verein              | Siege (durch Ippon) | Anzahl Kämpfe |
| ----------------------- | ------------------- | ------------------- | ------------- |
| Ramadan Darwish         | KSV Esslingen       | 11 (10)             | 12            |
| Dino Pfeiffer           | JC Ettlingen        | 10 (9)              | 14            |
| Dimitri Peters          | Hamburger JT        | 10 (7)              | 11            |
| Florian Pachel          | JC Leipzig          | 9 (5)               | 11            |
| Manuel Scheibel         | TSV Abensberg       | 9 (5)               | 12            |
| Robin Wendt             | Hamburger JT        | 8 (7)               | 10            |
| Dario Kurbjeweit-Garcia | Hamburger JT        | 8 (7)               | 12            |
| Martin Setz             | UJKC Potsdam        | 8 (5)               | 8             |
| Rene Schneider          | KSV Esslingen       | 8 (4)               | 11            |
| Ivaylo Ivanov           | UJKC Potsdam        | 8 (3)               | 8             |
| Daniel Ilie Natea       | JC Leipzig          | 7 (7)               | 7             |
| Dominic Ressel          | Hamburger JT        | 7 (6)               | 8             |
| Benjamin Münnich        | TSV Abensberg       | 7 (2)               | 8             |
| Maximilian Zimmermann   | KSC Asahi Spremberg | 7 (2)               | 10            |